# Jean-Jacques Philipp
Jean-Jacques Philipp (* 10. März 1961 in Bessancourt) ist ein ehemaliger französischer Radrennfahrer.

## Sportliche Laufbahn
Philipp war im Straßenradsport und im Querfeldeinrennen (heutige Bezeichnung Cyclocross) aktiv. Er gewann die Rennen Paris–Montdidier 1980, Ronde de l’Oise und Tour de l’Essonne 1982, Paris–Rouen und Paris–Montdidier 1983, Tour de l’Essonne sowie eine Etappe der Tour du Loir-et-Cher 1984, Boucles catalanes, Paris–Ézy, Paris–Troyes, Paris–Barentin, Paris–Yvetot, Tour du Vaucluse 1985, Paris–Ézy 1989. 1985 wurde er mit der „Palmes d’or Merlin Plage“ geehrt, einer Auszeichnung für den besten französischen Amateur des Jahres. Dazu kamen zahlreiche Podiumsplätze in französischen Eintagesrennen und Rundfahrten. In der Österreich-Rundfahrt 1981 wurde er 57. In der Tour de l’Avenir 1985 wurde er 59. In der Internationalen Friedensfahrt 1985 wurde er 68.
Von 1986 bis 1988 war Philipp Berufsfahrer. 1986 holte er einen Etappensieg in der Portugal-Rundfahrt, 1987 in der Tour du Vaucluse (zweifach) und Tour d’Armorique (zweifach). In der Vuelta a España startete er zweimal. 1987 kam er nicht ins Ziel, 1988 wurde er 116. und damit Letzter. Ab 1989 startete er wieder als Amateur.